# Stazioni della metropolitana di Londra
Questo è l'elenco delle stazioni della metropolitana di Londra. Esso comprende tutte le stazioni attualmente aperte della metropolitana di Londra e della Docklands Light Railway. Sia la metropolitana di Londra che la Docklands Light Railway sono gestite da Transport for London (TfL) e operano essenzialmente nell'area della Grande Londra e il nord del fiume Tamigi. La maggior parte delle stazioni sono ubicate nella Città di Londra o in uno dei 27 borghi. Le stazioni site alla fine del ramo di nord-est della Linea Central sono ubicate nel distretto di Epping Forest dell'Essex e quelle al terminale di nord-ovest della linea Metropolitan nel distretto di Three Rivers di Watford, Hertfordshire e Chiltern, Buckinghamshire.

## Stazioni
La tabella indica il nome di ogni stazione, la linea (o le linee) su cui è ubicata, il borgo in cui si trova, la zona tariffaria, la data della prima apertura, l'eventuale precedente nome della stazione e il traffico annuo di passeggeri da essa sopportato.
In tre casi vi sono delle stazioni doppie che portano lo stesso nome: Edgware Road, Hammersmith e Canary Wharf. Sulle mappe della metropolitana, Paddington è mostrata come doppia stazione anche se si tratta di una sola stazione con due ingressi rispettivamente per le linee ferroviarie principali a lunga percorrenza e per le linee della metropolitana.

### A
| Stazione     | Linea                                           | Borgo           | Zona  | Data apertura                                              | Nome precedente | Passeggeri (in milioni) |
| ------------ | ----------------------------------------------- | --------------- | ----- | ---------------------------------------------------------- | --- | ----------------------- |
| Abbey Road   | Docklands Light Railway (diramazione Stratford) | Newham          | 2 e 3 | 31 agosto 2011                                             | | 1,204                   |
| Acton Town   | District, Piccadilly                            | Ealing          | 3     | 1º luglio 1879 (apertura) 20 febbraio 1910 (ricostruzione) | Mill Hill Park (fino al 1910) | 5,774                   |
| Aldgate      | Metropolitan[a], Circle                         | Città di Londra | 1     | 18 novembre 1876                                           | | 5,572                   |
| Aldgate East | Hammersmith & City[d], District                 | Tower Hamlets   | 1     | 6 ottobre 1884 31 ottobre 1938 (spostamento)               | Commercial Road (previsto prima dell'apertura)                                                                                   | 7,657                   |
| All Saints   | Docklands Light Railway (diramazione Stratford) | Tower Hamlets   | 2     | 31 agosto 1987                                             | | sconosciuto             |
| Alperton     | Piccadilly[h]                                   | Brent           | 4     | 28 giugno 1903                                             | Perivale-Alperton (fino al 1910)                                                                                                 | 3,006                   |
| Amersham     | Metropolitan                                    | Chiltern        | 9     | 1º settembre 1892                                          | Amersham & Chesham Bois (1922-1934)                                                                                              | 2,341                   |
| Angel        | Northern                                        | Islington       | 1     | 17 novembre 1901                                           | | 16,626                  |
| Archway      | Northern                                        | Islington       | 2 e 3 | 22 giugno 1907                                             | Archway Tavern (proposto prima dell'apertura) Highgate (1907-1939) Archway (Highgate) (1939-1941) Highgate (Archway) (1941-1947) | 7,738                   |
| Arnos Grove  | Piccadilly                                      | Enfield         | 4     | 19 settembre 1932                                          | | 4,314                   |
| Arsenal      | Piccadilly                                      | Islington       | 2     | 15 dicembre 1906                                           | Gillespie Road (fino al 1932) Arsenal (Highbury Hill) (dal 5 novembre 1932 fino a che il suffisso venne gradualmente eliminato)  | 2,735                   |

### B
| Stazione                | Linea                                                                          | Borgo                | Zona  | Data apertura                      | Nome precedente | Passeggeri (in milioni) |
| ----------------------- | ------------------------------------------------------------------------------ | -------------------- | ----- | ---------------------------------- | --- | ----------------------- |
| Baker Street            | Hammersmith & City[b], Metropolitan, Bakerloo, Circle, Jubilee                 | Città di Westminster | 1     | 10 gennaio 1863                    | | 24,010                  |
| Balham                  | Northern                                                                       | Wandsworth           | 3     | 6 dicembre 1926                    | Balham Hill (1856-1927) Balham and Upper Tooting (1927-1969)                                                                | 11,337                  |
| Bank                    | Northern, Waterloo & City, Central, Docklands Light Railway (diramazione Bank) | Città di Londra      | 1     | 8 agosto 1898† 29 luglio 1991‡     | City (fino al 1940, solo linea Waterloo & City)                                                                             | 41,883                  |
| Barbican                | Metropolitan[b], Circle, Hammersmith & City                                    | Città di Londra      | 1     | 23 dicembre 1865† 1º marzo 1866*   | Aldersgate Street (fino al 1910) Aldersgate (1910-1923) Aldersgate & Barbican (1923-1968)                                   | 9,559                   |
| Barking                 | District[j], Hammersmith & City                                                | Barking e Dagenham   | 4     | 13 giugno 1854* 2 giugno 1902†     | | 12,788                  |
| Barkingside             | Central                                                                        | Redbridge            | 4     | 1º maggio 1903* 31 maggio 1948†    | | 0,859                   |
| Barons Court            | District, Piccadilly                                                           | Hammersmith e Fulham | 2     | 9 ottobre 1905                     | | 6,698                   |
| Battersea Power Station | Northern                                                                       | Wandsworth           | 1     | 20 settembre 2021                  | |                         |
| Bayswater               | District[c], Circle                                                            | Città di Westminster | 1     | 1º ottobre 1868                    | Bayswater (Queen's Road) & Westbourne Grove (1926-1933) Bayswater (Queen's Road) (1933-1946) Bayswater (Queensway) (1946-?) | 6,8043                  |
| Beckton                 | Docklands Light Railway (diramazione Beckton)                                  | Newham               | 3     | 28 marzo 1994                      | | sconosciuta             |
| Beckton Park            | Docklands Light Railway (diramazione Beckton)                                  | Newham               | 3     | 28 marzo 1994                      | | sconosciuta             |
| Becontree               | District                                                                       | Barking e Dagenham   | 5     | 28 giugno 1926* 18 luglio 1932†    | Gale Street Halt (fino al 1926)                                                                                             | 2,315                   |
| Belsize Park            | Northern                                                                       | Camden               | 2     | 22 giugno 1907                     | | 5,633                   |
| Bermondsey              | Jubilee                                                                        | Southwark            | 2     | 17 settembre 1999                  | | 6,560                   |
| Bethnal Green           | Central                                                                        | Tower Hamlets        | 2     | 4 dicembre 1946                    | | 14,095                  |
| Blackfriars             | District[i], Circle                                                            | Città di Londra      | 1     | 30 maggio 1870† 10 maggio 1886#    | St Paul's (soltanto stazione principale)                                                                                    | 12,621                  |
| Blackhorse Road         | Victoria                                                                       | Waltham Forest       | 3     | 19 luglio 1894# 1º settembre 1968† | | 6,179                   |
| Blackwall               | Docklands Light Railway (diramazione Beckton)                                  | Tower Hamlets        | 2     | 28 marzo 1994                      | | sconosciuta             |
| Bond Street             | Central, Jubilee                                                               | Città di Westminster | 1     | 24 settembre 1900                  | Davies Street e Selfridge's (nome proposto nel 1909)                                                                        | 36,696                  |
| Borough                 | Northern                                                                       | Southwark            | 1     | 18 dicembre 1890                   | | 4,138                   |
| Boston Manor            | Piccadilly[m]                                                                  | Ealing e Hounslow    | 4     | 1º maggio 1884                     | Boston Road (fino al 1911)                                                                                                  | 1,864                   |
| Bounds Green            | Piccadilly                                                                     | Haringey             | 3 e 4 | 19 settembre 1932                  | | 5,498                   |
| Bow Church              | Docklands Light Railway (diramazione Stratford)                                | Tower Hamlets        | 2     | 31 agosto 1987                     | | sconosciuta             |
| Bow Road                | District[j], Hammersmith & City                                                | Tower Hamlets        | 2     | 11 giugno 1902                     | | 4,591                   |
| Brent Cross             | Northern                                                                       | Barnet               | 3     | 19 novembre 1923                   | Woodstock (proposto) Brent (1923-1976)                                                                                      | 1,892                   |
| Brixton                 | Victoria                                                                       | Lambeth              | 2     | 23 luglio 1971                     | | 20,577                  |
| Bromley-by-Bow          | District[j], Hammersmith & City                                                | Tower Hamlets        | 2 e 3 | 31 marzo 1858* 2 giugno 1902†      | Bromley (fino al 1967)† | 2,652                   |
| Buckhurst Hill          | Central                                                                        | Epping Forest        | 5     | 22 agosto 1856* 21 novembre 1948†  | | 1,549                   |
| Burnt Oak               | Northern                                                                       | Barnet               | 4     | 27 ottobre 1924                    | Burnt Oak (Watling) (1924-1950)                                                                                             | 3,173                   |

### C
| Stazione                          | Linea                                                                     | Borgo                    | Zona  | Data apertura                                  | Nome precedente                                                                    | Passeggeri (in milioni) |
| --------------------------------- | ------------------------------------------------------------------------- | ------------------------ | ----- | ---------------------------------------------- | ---------------------------------------------------------------------------------- | ----------------------- |
| Caledonian Road                   | Piccadilly                                                                | Islington                | 2     | 15 dicembre 1906                               |                                                                                    | 5,333                   |
| Camden Town                       | Northern                                                                  | Camden                   | 2     | 22 giugno 1907                                 | Camden Road (proposto prima dell'apertura)                                         | 18,777                  |
| Canada Water                      | East London, Jubilee                                                      | Southwark                | 2     | 17 settembre 1999                              |                                                                                    | 8,949                   |
| Canary Wharf                      | Jubilee                                                                   | Tower Hamlets            | 2     | 17 settembre 1999                              |                                                                                    | 41,623                  |
| Canary Wharf DLR                  | Docklands Light Railway (diramazione Lewisham)                            | Tower Hamlets            | 2     | 1991                                           |                                                                                    | sconosciuto             |
| Canning Town                      | Docklands Light Railway (diramazioni Beckton e Woolwich Arsenal), Jubilee | Newham                   | 3     | 14 giugno 1847* 28 marzo 1994‡ 14 maggio 1999† |                                                                                    | 8,099                   |
| Cannon Street                     | District[i], Circle                                                       | Città di Londra          | 1     | 1º settembre 1866# 6 ottobre 1884†             |                                                                                    | 4,109                   |
| Canons Park                       | Jubilee[e]                                                                | Harrow                   | 5     | 10 dicembre 1932                               | Canons Park (Edgware) (fino al 1933)                                               | 1,536                   |
| Chalfont & Latimer                | Metropolitan                                                              | Chiltern                 | 8     | 8 luglio 1889                                  | Chalfont Road (fino al 1915)                                                       | 1,307                   |
| Chalk Farm                        | Northern                                                                  | Camden                   | 2     | 22 giugno 1907                                 | Adelaide Road (proposto prima dell'apertura)                                       | 4,652                   |
| Chancery Lane                     | Central                                                                   | Città di Londra e Camden | 1     | 30 luglio 1900                                 | Chancery Lane (Gray's Inn)                                                         | 14,771                  |
| Charing Cross                     | Bakerloo, Northern                                                        | Città di Westminster     | 1     | 10 marzo 1906                                  | Trafalgar Square (fino al 1979, solo linea Bakerloo) Strand Charing Cross (Strand) | 22,297                  |
| Chesham                           | Metropolitan                                                              | Chiltern                 | 9     | 8 luglio 1889                                  |                                                                                    | 0,432                   |
| Chigwell                          | Central                                                                   | Epping Forest            | 4     | 1º maggio 1903* 21 novembre 1948†              |                                                                                    | 0,380                   |
| Chiswick Park                     | District                                                                  | Ealing                   | 3     | 1º luglio 1879                                 | Acton Green (fino al 1887) Chiswick Park & Acton Green (1887-1910)                 | 2,223                   |
| Chorleywood                       | Metropolitan                                                              | Three Rivers             | 7     | 8 luglio 1889                                  | Chorley Wood (fino al 1915; 1934-1965) Chorley Wood & Chenies (1915-1934)          | 0,999                   |
| Clapham Common                    | Northern                                                                  | Lambeth                  | 2     | 3 giugno 1900                                  |                                                                                    | 8,770                   |
| Clapham North                     | Northern                                                                  | Lambeth                  | 2     | 3 giugno 1900                                  | Clapham Road (fino al 1926)                                                        | 5,711                   |
| Clapham South                     | Northern                                                                  | Wandsworth               | 2 e 3 | 13 settembre 1926                              | Nightingale Lane (proposto prima dell'apertura)                                    | 7,310                   |
| Cockfosters                       | Piccadilly                                                                | Enfield                  | 5     | 31 luglio 1933                                 |                                                                                    | 1,633                   |
| Colindale                         | Northern                                                                  | Barnet                   | 4     | 18 agosto 1924                                 |                                                                                    | 3,790                   |
| Colliers Wood                     | Northern                                                                  | Merton                   | 3     | 13 settembre 1926                              |                                                                                    | 5,236                   |
| Covent Garden                     | Piccadilly                                                                | Città di Westminster     | 1     | 11 aprile 1907                                 |                                                                                    | 12,742                  |
| Crossharbour                      | Docklands Light Railway (diramazione Lewisham)                            | Tower Hamlets            | 2     | 31 agosto 1987                                 | Crossharbour & London Arena (1994-2006)                                            | sconosciuto             |
| Croxley                           | Metropolitan                                                              | Three Rivers             | 7     | 2 novembre 1925                                | Croxley Green (fino al 1949)                                                       | 0,730                   |
| Custom House                      | Docklands Light Railway (diramazione Beckton)                             | Newham                   | 3     | 28 marzo 1994                                  |                                                                                    | sconosciuto             |
| Cutty Sark per Maritime Greenwich | Docklands Light Railway (diramazione Lewisham)                            | Greenwich                | 2 e 3 | 3 dicembre 1999                                |                                                                                    | sconosciuto             |
| Cyprus                            | Docklands Light Railway (diramazione Beckton)                             | Newham                   | 3     | 28 marzo 1994                                  |                                                                                    | sconosciuto             |

### D
| Stazione          | Linea                                           | Borgo              | Zona  | Data apertura                      | Nome precedente                                                          | Passeggeri (in milioni) |
| ----------------- | ----------------------------------------------- | ------------------ | ----- | ---------------------------------- | ------------------------------------------------------------------------ | ----------------------- |
| Dagenham East     | District                                        | Barking e Dagenham | 5     | 1885* 2 giugno 1902 †              | Dagenham (fino al 1949)                                                  | 2,092                   |
| Dagenham Heathway | District                                        | Barking e Dagenham | 5     | 12 settembre 1932                  | Heathway (fino al 1949)                                                  | 3,725                   |
| Debden            | Central                                         | Epping Forest      | 6     | 24 aprile 1865* 25 settembre 1949† | Chigwell Road (fino al dicembre 1865) Chigwell Lane (dicembre 1865-1949) | 1,776                   |
| Deptford Bridge   | Docklands Light Railway (diramazione Lewisham)  | Lewisham           | 2 e 3 | 20 novembre 1999                   |                                                                          | sconosciuto             |
| Devons Road       | Docklands Light Railway (diramazione Stratford) | Tower Hamlets      | 2     | 31 agosto 1987                     |                                                                          | sconosciuto             |
| Dollis Hill       | Jubilee[e]                                      | Brent              | 3     | 1º ottobre 1909                    |                                                                          | 3,800                   |

### E
| Stazione          | Linea                                          | Borgo                | Zona  | Data apertura                                  | Nome precedente | Passeggeri (in milioni) |
| ----------------- | ---------------------------------------------- | -------------------- | ----- | ---------------------------------------------- | --- | ----------------------- |
| Ealing Broadway   | District, Central                              | Ealing               | 3     | 1º dicembre 1838# 1º luglio 1879†              | Ealing (fino al 1875) | 17,528                  |
| Ealing Common     | District, Piccadilly                           | Ealing               | 3     | 1º luglio 1879                                 | Ealing Common & West Acton (1886-1910) | 3,419                   |
| Earl's Court      | District, Piccadilly                           | Kensington e Chelsea | 1 e 2 | 31 ottobre 1871 1º febbraio 1878 (spostamento) | | 20,861                  |
| East Acton        | Central                                        | Hammersmith e Fulham | 2     | 3 agosto 1920                                  | | 3,644                   |
| East Finchley     | Northern                                       | Barnet               | 3     | 22 agosto 1867* 3 luglio 1939†                 | East End Finchley | 5,713                   |
| East Ham          | District[j], Hammersmith & City                | Newham               | 3 e 4 | 1858* 1902†                                    | | 12,578                  |
| East India        | Docklands Light Railway (diramazione Beckton)  | Tower Hamlets        | 2 e 3 | 28 marzo 1994                                  | | sconosciuto             |
| East Putney       | District                                       | Wandsworth           | 2 e 3 | 3 giugno 1889                                  | | 5,775                   |
| Eastcote          | Metropolitan, Piccadilly[k]                    | Hillingdon           | 5     | 26 maggio 1906                                 | Eastcote Halt | 2,352                   |
| Edgware           | Northern                                       | Barnet               | 5     | 18 agosto 1924                                 | | 3,460                   |
| Edgware Road      | Bakerloo                                       | Città di Westminster | 1     | 15 giugno 1907                                 | | 3,521                   |
| Edgware Road      | Hammersmith & City[c][d], District, Circle     | Città di Westminster | 1     | 1º ottobre 1863                                | | 5,993                   |
| Elephant & Castle | Northern, Bakerloo                             | Southwark            | 1 e 2 | 18 dicembre 1890                               | | 17,132                  |
| Elm Park          | District                                       | Havering             | 6     | 13 maggio 1935                                 | | 2,236                   |
| Elverson Road     | Docklands Light Railway (diramazione Lewisham) | Greenwich            | 2 e 3 | 11 novembre 1999                               | | sconosciuto             |
| Embankment        | District[i], Bakerloo, Northern, Circle        | Città di Westminster | 1     | 30 maggio 1870                                 | Charing Cross (fino al 1915, solo linea District) Embankment (1906-1914, solo linea Bakerloo) Charing Cross (Embankment) (1914-1915, solo linee Bakerloo e Northern) Charing Cross (1915-74, tutte le linee) Charing Cross (Embankment) (1974-1976) | 19,973                  |
| Epping            | Central                                        | Epping Forest        | 6     | 24 aprile 1865* 25 settembre 1949†             | | 2,301                   |
| Euston            | Northern, Victoria                             | Camden               | 1     | 20 luglio 1837# 22 giugno 1907†                | | 25,783                  |
| Euston Square     | Metropolitan[b], Circle, Hammersmith & City    | Camden               | 1     | 10 gennaio 1863                                | Gower Street (fino al 1909) | 9,959                   |

### F
| Stazione         | Linea                                       | Borgo                | Zona | Data apertura                   | Nome precedente                                                      | Passeggeri (in milioni) |
| ---------------- | ------------------------------------------- | -------------------- | ---- | ------------------------------- | -------------------------------------------------------------------- | ----------------------- |
| Fairlop          | Central                                     | Redbridge            | 4    | 1º maggio 1903* 31 maggio 1948† |                                                                      | 0,697                   |
| Farringdon       | Metropolitan[b], Circle, Hammersmith & City | Islington            | 1    | 10 gennaio 1863                 | Farringdon Street (fino al 1922) Farringdon & High Holborn (1922-36) | 18,285                  |
| Finchley Central | Northern                                    | Barnet               | 4    | 22 agosto 1867* 14 aprile 1940† | Finchley & Hendon (fino al 1894) Finchley (Church End) (1894-1940)   | 4,942                   |
| Finchley Road    | Metropolitan, Jubilee[f]                    | Camden               | 2    | 30 giugno 1879                  |                                                                      | 9,778                   |
| Finsbury Park    | Piccadilly, Victoria                        | Islington            | 2    | 1861# 15 dicembre 1906†         |                                                                      | 24,801                  |
| Fulham Broadway  | District                                    | Hammersmith e Fulham | 2    | 1º marzo 1880                   | Walham Green (fino al 1952)                                          | 10,291                  |

### G
| Stazione              | Linea                                          | Borgo                  | Zona  | Data apertura                      | Nome precedente                                                                | Passeggeri (in milioni) |
| --------------------- | ---------------------------------------------- | ---------------------- | ----- | ---------------------------------- | ------------------------------------------------------------------------------ | ----------------------- |
| Gallions Reach        | Docklands Light Railway (diramazione Beckton)  | Newham                 | 3     | 28 marzo 1994                      |                                                                                | sconosciuto             |
| Gants Hill            | Central                                        | Redbridge              | 4     | 14 dicembre 1947                   | North Ilford e Cranbrook (proposti prima dell'apertura)                        | 4,527                   |
| Gloucester Road       | District[c], Piccadilly, Circle                | Kensington e Chelsea   | 1     | 1º ottobre 1868                    | Brompton (Gloucester Road) (fino al 1907)                                      | 13,606                  |
| Golders Green         | Northern                                       | Barnet                 | 3     | 22 giugno 1907                     |                                                                                | 7,642                   |
| Goldhawk Road         | Hammersmith & City[d]                          | Hammersmith and Fulham | 2     | 1º aprile 1914                     |                                                                                | 1,593                   |
| Goodge Street         | Northern                                       | Camden                 | 1     | 22 giugno 1907                     | Tottenham Court Road (fino al 1908)                                            | 7,936                   |
| Grange Hill           | Central                                        | Redbridge              | 4     | 1º maggio 1903* 21 novembre 1948†  |                                                                                | 0,395                   |
| Great Portland Street | Metropolitan[b], Circle, Hammersmith & City    | Città di Westminster   | 1     | 10 gennaio 1863                    | Portland Road (fino al 1917) Great Portland Street & Regent's Park (1923-1933) | 6,211                   |
| Green Park            | Piccadilly, Victoria, Jubilee                  | Città di Westminster   | 1     | 15 dicembre 1906                   | Dover Street (fino al 1933)                                                    | 30,034                  |
| Greenford             | Central                                        | Ealing                 | 4     | 1º ottobre 1904* 30 giugno 1947    |                                                                                | 3,515                   |
| Greenwich             | Docklands Light Railway (diramazione Lewisham) | Greenwich              | 2 e 3 | 8 febbraio 1836* 11 novembre 1999‡ |                                                                                | sconosciuto             |
| Gunnersbury           | District                                       | Hounslow               | 3     | 1º gennaio 1869* 1º giugno 1877†   | Brentford Road (fino al 1871)                                                  | 3,658                   |

### H
| Stazione                 | Linea                                          | Borgo                | Zona  | Data apertura                                           | Nome precedente | Passeggeri (in milioni) |
| ------------------------ | ---------------------------------------------- | -------------------- | ----- | ------------------------------------------------------- | --- | ----------------------- |
| Hainault                 | Central                                        | Redbridge            | 4     | 1º maggio 1903* 31 maggio 1948                          | | 2,242                   |
| Hammersmith              | District, Piccadilly                           | Hammersmith e Fulham | 2     | 9 settembre 1874                                        | | 27,617                  |
| Hammersmith              | Hammersmith & City[d]                          | Hammersmith e Fulham | 2     | 13 giugno 1864                                          | | 6,786                   |
| Hampstead                | Northern                                       | Camden               | 2 e 3 | 22 giugno 1907                                          | Heath Street (proposto prima dell'apertura) | 4,308                   |
| Hanger Lane              | Central                                        | Ealing               | 3     | 30 giugno 1947                                          | | 2,939                   |
| Harlesden                | Bakerloo                                       | Brent                | 3     | 15 giugno 1912* 16 aprile 1917†                         | | 2,196                   |
| Harrow & Wealdstone      | Bakerloo                                       | Harrow               | 5     | 20 luglio 1837* 16 aprile 1917†                         | Harrow (fino al 1897) | 5,055                   |
| Harrow-on-the-Hill       | Metropolitan                                   | Harrow               | 5     | 2 agosto 1880† 15 marzo 1899*                           | Harrow (fino al 1894) | 9,379                   |
| Hatton Cross             | Piccadilly                                     | Hillingdon           | 5 e 6 | 19 luglio 1975                                          | | 3,152                   |
| Heathrow Terminals 2 & 3 | Piccadilly                                     | Hillingdon           | 6     | 16 dicembre 1977                                        | Heathrow Central | 9,307                   |
| Heathrow Terminal 4      | Piccadilly                                     | Hillingdon           | 6     | 12 aprile 1986                                          | | 2,110                   |
| Heathrow Terminal 5      | Piccadilly                                     | Hillingdon           | 6     | 27 marzo 2008                                           | | sconosciuto             |
| Hendon Central           | Northern                                       | Barnet               | 3 e 4 | 19 novembre 1923                                        | | 5,396                   |
| Heron Quays              | Docklands Light Railway (diramazione Lewisham) | Tower Hamlets        | 2     | 31 agosto 1987                                          | | sconosciuto             |
| High Barnet              | Northern                                       | Barnet               | 5     | 1º aprile 1872* 14 aprile 1940†                         | | 2,613                   |
| High Street Kensington   | District[c], Circle                            | Kensington e Chelsea | 1     | 1º ottobre 1868                                         | | 12,603                  |
| Highbury & Islington     | Victoria                                       | Islington            | 2     | 28 giugno 1904* 1º settembre 1968†                      | Highbury (fino al 1922) | 13,791                  |
| Highgate                 | Northern                                       | Haringey             | 3     | 22 agosto 1867* 19 gennaio 1941†                        | | 4,493                   |
| Hillingdon               | Metropolitan, Piccadilly[k]                    | Hillingdon           | 6     | 4 luglio 1904 29 giugno 1992 (spostamento)              | Hillingdon (Swakeleys) (1934-?, presente su alcune piattaforme) Hillingdon Court (1925, proposto prima dell'apertura) New Hillingdon (1925) Hillingdon Park (1929 con Hillingdon North e Hillingdon Mount) | 1,314                   |
| Holborn                  | Central, Piccadilly                            | Camden               | 1     | 15 dicembre 1906                                        | Holborn (Kingsway) (1933 fino a scomparsa graduale del suffisso) | 31,106                  |
| Holland Park             | Central                                        | Kensington e Chelsea | 2     | 30 luglio 1900                                          | | 3,619                   |
| Holloway Road            | Piccadilly                                     | Islington            | 2     | 15 dicembre 1906                                        | | 7,487                   |
| Hornchurch               | District                                       | Havering             | 6     | 1º maggio 1885* 2 giugno 1902†                          | | 1,851                   |
| Hounslow Central         | Piccadilly[m]                                  | Hounslow             | 4     | 1º aprile 1886                                          | Heston Hounslow (fino al 1925) | 3,558                   |
| Hounslow East            | Piccadilly[m]                                  | Hounslow             | 4     | 1º maggio 1883                                          | Hounslow (fino al 1884) Hounslow Town (1884-1925) | 3,841                   |
| Hounslow West            | Piccadilly[m]                                  | Hounslow             | 5     | 21 luglio 1884 14 luglio 1975 (spostamento marciapiedi) | Hounslow Barracks (fino al 1925) | 3,078                   |
| Hyde Park Corner         | Piccadilly                                     | Città di Westminster | 1     | 15 dicembre 1906                                        | | 5,597                   |

### I
| Stazione       | Linea                                          | Borgo         | Zona | Data apertura     | Nome precedente | Passeggeri (in milioni) |
| -------------- | ---------------------------------------------- | ------------- | ---- | ----------------- | --------------- | ----------------------- |
| Ickenham       | Metropolitan, Piccadilly[k]                    | Hillingdon    | 6    | 25 settembre 1905 | Ickenham Halt   | 1,068                   |
| Island Gardens | Docklands Light Railway (diramazione Lewisham) | Tower Hamlets | 2    | 31 agosto 1987    |                 | sconosciuto             |

### K
| Stazione                 | Linea                                                                       | Borgo                | Zona  | Data apertura                   | Nome precedente | Passeggeri (in milioni) |
| ------------------------ | --------------------------------------------------------------------------- | -------------------- | ----- | ------------------------------- | --- | ----------------------- |
| Kennington               | Northern                                                                    | Lambeth              | 2     | 18 dicembre 1890                | | 4,155                   |
| Kensal Green             | Bakerloo                                                                    | Brent                | 2     | 1º ottobre 1916                 | | 2,387                   |
| Kensington (Olympia)     | District                                                                    | Kensington e Chelsea | 2     | 27 maggio 1844                  | Kensington (fino al 1868) Addison Road Kensington (Addison Road) (1868-1946) | 0,952                   |
| Kentish Town             | Northern                                                                    | Camden               | 2     | 22 giugno 1907                  | | 6,433                   |
| Kenton                   | Bakerloo                                                                    | Brent e Harrow       | 4     | 15 giugno 1912* 16 aprile 1917† | | 1,443                   |
| Kew Gardens              | District                                                                    | Richmond             | 3 e 4 | 1º luglio 1869* 1º giugno 1877† | | 3,298                   |
| Kilburn                  | Jubilee[e]                                                                  | Brent                | 2     | 24 novembre 1879                | Mapesbury (proposto) Kilburn and Brondesbury (fino al 1950) | 8,502                   |
| Kilburn Park             | Bakerloo                                                                    | Brent                | 2     | 31 gennaio 1915                 | | 3,363                   |
| King George V            | Docklands Light Railway (diramazione Woolwich Arsenal)                      | Newham               | 3     | 2 dicembre 2005                 | | sconosciuto             |
| King's Cross St. Pancras | Metropolitan[b], Northern, Piccadilly, Circle, Victoria, Hammersmith & City | Camden               | 1     | 10 gennaio 1863                 | Metropolitan: - King's Cross (fino al 1925) - King's Cross & St Pancras (1925-1927) - King's Cross for St Pancras (1927-1933, spostata il 14 marzo 1941 mentre la stazione originaria riaprì come King's Cross Thameslink) Piccadilly: - King's Cross (fino al 1927) - King's Cross for St Pancras (1927-1933) Northern: - King's Cross for St Pancras (fino al 1933) | 66,359                  |
| Kingsbury                | Jubilee[e]                                                                  | Brent                | 4     | 10 dicembre 1932                | | 3,328                   |
| Knightsbridge            | Piccadilly                                                                  | Kensington e Chelsea | 1     | 15 dicembre 1906                | | 21,575                  |

### L
| Stazione            | Linea                                                  | Borgo                | Zona  | Data apertura                     | Nome precedente | Passeggeri (in milioni) |
| ------------------- | ------------------------------------------------------ | -------------------- | ----- | --------------------------------- | --- | ----------------------- |
| Ladbroke Grove      | Hammersmith & City                                     | Kensington e Chelsea | 2     | 13 giugno 1864                    | Notting Hill (fino al 1880) Notting Hill & Ladbroke Grove (1880-1919) Ladbroke Grove (North Kensington) (1919-1938) | 4,842                   |
| Lambeth North       | Bakerloo                                               | Lambeth              | 1     | 10 marzo 1906                     | Kennington Road (fino ad agosto 1906) Westminster Bridge Road (1906-17, nome originario)                            | 2,940                   |
| Lancaster Gate      | Central                                                | Città di Westminster | 1     | 30 luglio 1900                    | Westbourne (proposto)                                                                                               | 5,720                   |
| Langdon Park        | Docklands Light Railway (diramazione Stratford)        | Tower Hamlets        | 2     | 9 dicembre 2007                   | | sconosciuto             |
| Latimer Road        | Hammersmith & City[d]                                  | Kensington e Chelsea | 2     | 16 dicembre 1868                  | | 1,995                   |
| Leicester Square    | Piccadilly, Northern                                   | Città di Westminster | 1     | 15 dicembre 1906                  | Cranbourn Street (proposto prima dell'apertura)                                                                     | 38,687                  |
| Lewisham            | Docklands Light Railway (diramazione Lewisham)         | Lewisham             | 2 e 3 | 1857# 11 novembre 1999‡           | | sconosciuto             |
| Leyton              | Central                                                | Waltham Forest       | 3     | 22 agosto 1856* 5 maggio 1947†    | | 12,323                  |
| Leytonstone         | Central                                                | Waltham Forest       | 3 e 4 | 22 agosto 1856* 5 maggio 1947†    | | 9,445                   |
| Limehouse           | Docklands Light Railway (diramazione Bank)             | Tower Hamlets        | 2     | 1841* 31 agosto 1987‡             | Stepney JunctionStepney East (adiacente alla stazione della linea principale)                                       | sconosciuto             |
| Liverpool Street    | Metropolitan[b], Central, Circle, Hammersmith & City   | Città di Londra      | 1     | 2 febbraio 1874# 12 luglio 1875†  | Bishopsgate (fino al 1909)                                                                                          | 61,317                  |
| London Bridge       | Northern, Jubilee                                      | Southwark            | 1     | 1836# 25 febbraio 1900†           | | 56,954                  |
| London City Airport | Docklands Light Railway (diramazione Woolwich Arsenal) | Newham               | 3     | 2 dicembre 2005                   | | sconosciuto             |
| Loughton            | Central                                                | Epping Forest        | 6     | 22 agosto 1856* 21 novembre 1948† | | 2,466                   |

### M
| Stazione            | Linea                                                 | Borgo                | Zona  | Data apertura                                 | Nome precedente                                                    | Passeggeri (in milioni) |
| ------------------- | ----------------------------------------------------- | -------------------- | ----- | --------------------------------------------- | ------------------------------------------------------------------ | ----------------------- |
| Maida Vale          | Bakerloo                                              | Città di Westminster | 2     | 6 giugno 1915                                 |                                                                    | 3,051                   |
| Manor House         | Piccadilly                                            | Hackney e Haringey   | 2 e 3 | 19 settembre 1932                             |                                                                    | 9,296                   |
| Mansion House       | District[i], Circle                                   | Città di Londra      | 1     | 3 luglio 1871                                 |                                                                    | 5,110                   |
| Marble Arch         | Central                                               | Città di Westminster | 1     | 30 luglio 1900                                |                                                                    | 14,967                  |
| Marylebone          | Bakerloo                                              | Città di Westminster | 1     | 1899# 27 marzo 1907†                          | Great Central (fino al 1917) Marylebone (originariamente proposto) | 10,801                  |
| Mile End            | District[j], Hammersmith & City, Central              | Tower Hamlets        | 2     | 2 giugno 1902                                 |                                                                    | 12,085                  |
| Mill Hill East      | Northern                                              | Barnet               | 4     | 22 agosto 1867* 18 maggio 1941†               | London Mill HillMill Hill for Mill Hill Barracks                   | 0,958                   |
| Monument            | District[i], Circle                                   | Città di Londra      | 1     | 6 ottobre 1884                                | Eastcheap (fino al novembre 1884)                                  | 41,883                  |
| Moor Park           | Metropolitan                                          | Three Rivers         | 6 e 7 | 9 maggio 1910                                 | Sandy Lodge (fino al 1923) Moor Park & Sandy Lodge (1923-50)       | 0,735                   |
| Moorgate            | Metropolitan[b], Northern, Circle, Hammersmith & City | Città di Londra      | 1     | 23 dicembre 1865† 1º luglio 1866*             | Moorgate Street (fino al 1924, solo linea Metropolitan)            | 21,017                  |
| Morden              | Northern                                              | Merton               | 4     | 13 settembre 1926                             |                                                                    | 6,282                   |
| Mornington Crescent | Northern                                              | Camden               | 2     | 22 giugno 1907                                | Seymour Street (proposto prima dell'apertura)                      | 4,047                   |
| Mudchute            | Docklands Light Railway (diramazione Lewisham)        | Tower Hamlets        | 2     | 31 agosto 1987 20 novembre 1999 (spostamento) |                                                                    | sconosciuto             |

### N
| Stazione          | Linea                        | Borgo                | Zona  | Data apertura                               | Nome precedente                                                        | Passeggeri (in milioni) |
| ----------------- | ---------------------------- | -------------------- | ----- | ------------------------------------------- | ---------------------------------------------------------------------- | ----------------------- |
| Neasden           | Jubilee[e]                   | Brent                | 3     | 2 agosto 1880                               | Kingsbury & Neasden (fino al 1910) Neasden & Kingsbury (1910-1932)     | 3,332                   |
| Newbury Park      | Central                      | Redbridge            | 4     | 1º maggio 1903* 14 dicembre 1947†           |                                                                        | 3,382                   |
| Nine Elms         | Northern                     | Wandsworth           | 1     | 20 settembre 2021                           |                                                                        |                         |
| North Acton       | Central                      | Ealing               | 2 e 3 | 5 novembre 1923                             |                                                                        | 4,992                   |
| North Ealing      | Piccadilly[h]                | Ealing               | 3     | 23 giugno 1903                              |                                                                        | 0,870                   |
| North Greenwich   | Jubilee                      | Greenwich            | 2 e 3 | 14 maggio 1999                              |                                                                        | 17,280                  |
| North Harrow      | Metropolitan                 | Harrow               | 5     | 22 marzo 1915                               |                                                                        | 1,432                   |
| North Wembley     | Bakerloo                     | Brent                | 4     | 15 giugno 1912* 16 aprile 1917†             |                                                                        | 1,371                   |
| Northfields       | Piccadilly[m]                | Ealing               | 3     | 16 aprile 1908 19 maggio 1932 (spostamento) | Northfield Halt (fino al 1911) Northfields & Little Ealing (1911-1932) | 4,059                   |
| Northolt          | Central                      | Ealing               | 5     | 21 novembre 1948                            |                                                                        | 3,413                   |
| Northwick Park    | Metropolitan                 | Brent                | 4     | 28 giugno 1923                              | Northwick Park and Kenton (fino al 1933)                               | 3,540                   |
| Northwood         | Metropolitan                 | Hillingdon           | 6     | 1º settembre 1887                           |                                                                        | 1,943                   |
| Northwood Hills   | Metropolitan                 | Hillingdon           | 6     | 13 novembre 1933                            |                                                                        | 1,282                   |
| Notting Hill Gate | District[c], Central, Circle | Kensington e Chelsea | 1 e 2 | 1º ottobre 1868                             |                                                                        | 16,895                  |

### O
| Stazione      | Linea                       | Borgo                | Zona | Data apertura                              | Nome precedente                                                | Passeggeri (in milioni) |
| ------------- | --------------------------- | -------------------- | ---- | ------------------------------------------ | -------------------------------------------------------------- | ----------------------- |
| Oakwood       | Piccadilly                  | Enfield              | 5    | 13 marzo 1933                              | Enfield West (fino al 1934) Enfield West (Oakwood) (1934-1946) | 2,612                   |
| Old Street    | Northern                    | Islington e Hackney  | 1    | 17 novembre 1901† 14 febbraio 1904*        |                                                                | 17,927                  |
| Osterley      | Piccadilly[m]               | Hounslow             | 4    | 1º maggio 1883 25 marzo 1934 (spostamento) | Osterly & Spring Grove (fino allo spostamento)                 | 2,056                   |
| Oval          | Northern                    | Lambeth              | 2    | 18 dicembre 1890                           | Kennington (Oval) (fino al 1894)                               | 5,922                   |
| Oxford Circus | Central, Bakerloo, Victoria | Città di Westminster | 1    | 30 luglio 1900                             |                                                                | 72,046                  |

### P
| Stazione          | Linea                                                  | Borgo                | Zona  | Data apertura                               | Nome precedente | Passeggeri (in milioni) |
| ----------------- | ------------------------------------------------------ | -------------------- | ----- | ------------------------------------------- | --- | ----------------------- |
| Paddington        | District[b], Circle, Bakerloo, Hammersmith & City      | Città di Westminster | 1     | 1854# 10 gennaio 1863†                      | Hammersmith & City: - Paddington (Bishop's Road) (fino al 1933) Circle e District: - Paddington (Praed Street) (fino al 1948) | 37,237                  |
| Park Royal        | Piccadilly                                             | Ealing               | 3     | 23 giugno 1903 6 luglio 1931 (spostamento)  | Park Royal & Twyford Abbey (fino al 1931) Park Royal (1931-1936) Park Royal (Hanger Hill) (1936-1947)                         | 1,591                   |
| Parsons Green     | District                                               | Hammersmith e Fulham | 2     | 1º marzo 1880                               | | 5,075                   |
| Perivale          | Central                                                | Ealing               | 4     | 2 maggio 1904* 30 giugno 1947†              | Perivale Halt | 1,969                   |
| Piccadilly Circus | Bakerloo, Piccadilly                                   | Città di Westminster | 1     | 10 marzo 1906                               | | 38,087                  |
| Pimlico           | Victoria                                               | Città di Westminster | 1     | 14 settembre 1972                           | | 8,018                   |
| Pinner            | Metropolitan                                           | Harrow               | 5     | 25 maggio 1885                              | | 2,253                   |
| Plaistow          | District, Hammersmith & City[j]                        | Newham               | 3     | 31 marzo 1858* 2 giugno 1902†               | | 5,881                   |
| Pontoon Dock      | Docklands Light Railway (diramazione Woolwich Arsenal) | Newham               | 3     | 2 dicembre 2005                             | | sconosciuto             |
| Poplar            | Docklands Light Railway                                | Tower Hamlets        | 2     | 21 agosto 1987                              | | sconosciuto             |
| Preston Road      | Metropolitan                                           | Brent                | 4     | 21 maggio 1908 3 gennaio 1932 (spostamento) | Preston Road Halt | 3,032                   |
| Prince Regent     | Docklands Light Railway (diramazione Beckton)          | Newham               | 3     | 28 marzo 1994                               | | sconosciuto             |
| Pudding Mill Lane | Docklands Light Railway (diramazione Stratford)        | Newham               | 2 e 3 | 15 gennaio 1996                             | | sconosciuto             |
| Putney Bridge     | District                                               | Hammersmith e Fulham | 2     | 1º marzo 1880                               | Putney Bridge and Fulham (fino al 1902) Putney Bridge and Hurlingham (1902-1932)                                              | 5,624                   |

### Q
| Stazione     | Linea      | Borgo                | Zona | Data apertura                    | Nome precedente | Passeggeri (in milioni) |
| ------------ | ---------- | -------------------- | ---- | -------------------------------- | --------------- | ----------------------- |
| Queen's Park | Bakerloo   | Brent                | 2    | 2 giugno 1879* 11 febbraio 1915† |                 | 5,045                   |
| Queensbury   | Jubilee[e] | Brent                | 4    | 16 dicembre 1934                 |                 | 3,192                   |
| Queensway    | Central    | Città di Westminster | 1    | 30 luglio 1900                   | Queen's Road    | 8,045                   |

### R
| Stazione         | Linea                                         | Borgo                | Zona | Data apertura                      | Nome precedente                                        | Passeggeri (in milioni) |
| ---------------- | --------------------------------------------- | -------------------- | ---- | ---------------------------------- | ------------------------------------------------------ | ----------------------- |
| Ravenscourt Park | District                                      | Hammersmith e Fulham | 2    | 1º gennaio 1873* 1º giugno 1877†   | Shaftesbury Road (fino al 1888)                        | 2,590                   |
| Rayners Lane     | Metropolitan, Piccadilly[k]                   | Harrow               | 5    | 26 maggio 1906                     |                                                        | 3,813                   |
| Redbridge        | Central                                       | Redbridge            | 4    | 14 dicembre 1947                   | West Ilford e Red House (proposti prima dell'apertura) | 2,270                   |
| Regent's Park    | Bakerloo                                      | Città di Westminster | 1    | 10 marzo 1906                      |                                                        | 2,874                   |
| Richmond         | District                                      | Richmond             | 4    | 27 luglio 1846# 1º giugno 1877†    |                                                        | 7,309                   |
| Rickmansworth    | Metropolitan                                  | Three Rivers         | 7    | 1º settembre 1887                  |                                                        | 1,869                   |
| Roding Valley    | Central                                       | Redbridge            | 4    | 3 febbraio 1936* 21 novembre 1948† | Roding Valley Halt                                     | 0,201                   |
| Royal Albert     | Docklands Light Railway (diramazione Beckton) | Newham               | 3    | 28 marzo 1994                      |                                                        | sconosciuto             |
| Royal Oak        | Hammersmith & City                            | Città di Westminster | 2    | 4 giugno 1838* 30 ottobre 1871†    |                                                        | 1,545                   |
| Royal Victoria   | Docklands Light Railway (diramazione Beckton) | Newham               | 3    | 28 marzo 1994                      |                                                        | sconosciuto             |
| Ruislip          | Metropolitan, Piccadilly[k]                   | Hillingdon           | 6    | 4 luglio 1904                      |                                                        | 1,571                   |
| Ruislip Gardens  | Central                                       | Hillingdon           | 5    | 9 luglio 1934* 29 novembre 1948†   |                                                        | 0,771                   |
| Ruislip Manor    | Metropolitan, Piccadilly[k]                   | Hillingdon           | 6    | 5 agosto 1912                      | Ruislip Manor Halt                                     | 1,477                   |
| Russell Square   | Piccadilly                                    | Camden               | 1    | 15 dicembre 1906                   |                                                        | 13,592                  |

### S
| Stazione                | Linea                                                             | Borgo                | Zona  | Data apertura                                    | Nome precedente                                                                                | Passeggeri (in milioni) |
| ----------------------- | ----------------------------------------------------------------- | -------------------- | ----- | ------------------------------------------------ | ---------------------------------------------------------------------------------------------- | ----------------------- |
| Seven Sisters           | Victoria                                                          | Haringey             | 3     | 22 luglio 1872# 1º settembre 1968†               |                                                                                                | 13,531                  |
| Shadwell                | East London                                                       | Tower Hamlets        | 2     | 10 aprile 1876* 1º ottobre 1884† 31 agosto 1987‡ | Shadwell & St George's-in-the-East (1900-1918)                                                 | 1,787                   |
| Shadwell DLR            | Docklands Light Railway (diramazione Bank)                        | Tower Hamlets        | 2     |                                                  |                                                                                                |                         |
| Shepherd's Bush         | Central                                                           | Hammersmith e Fulham | 2     | 30 luglio 1900                                   |                                                                                                | 12,136                  |
| Shepherd's Bush Market  | Hammersmith & City[d]                                             | Hammersmith e Fulham | 2     | 1º aprile 1914                                   | Shepherd's Bush (fino al 2008)                                                                 | 3,419                   |
| Sloane Square           | District[i], Circle                                               | Kensington e Chelsea | 1     | 24 dicembre 1868                                 |                                                                                                | 13,910                  |
| Snaresbrook             | Central                                                           | Redbridge            | 4     | 22 agosto 1856* 14 dicembre 1947†                |                                                                                                | 2,160                   |
| South Ealing            | Piccadilly[m]                                                     | Ealing               | 3     | 1º maggio 1883                                   |                                                                                                | 3,446                   |
| South Harrow            | Piccadilly[h]                                                     | Harrow               | 5     | 28 giugno 1903                                   | South Harrow & Roxeth                                                                          | 2,177                   |
| South Kensington        | District[i], Piccadilly, Circle                                   | Kensington e Chelsea | 1     | 24 dicembre 1868                                 |                                                                                                | 28,251                  |
| South Kenton            | Bakerloo                                                          | Brent                | 4     | 3 luglio 1933                                    |                                                                                                | 0,806                   |
| South Quay              | Docklands Light Railway (diramazione Lewisham)                    | Tower Hamlets        | 2     | 31 agosto 1987                                   |                                                                                                | sconosciuto             |
| South Ruislip           | Central                                                           | Hillingdon           | 5     | 1º maggio 1908* 23 novembre 1948†                | Northolt Junction (fino al 1932) South Ruislip and Northolt Junction (1932-1947)               | 1,522                   |
| South Wimbledon         | Northern                                                          | Merton               | 3 e 4 | 13 settembre 1926                                | South Wimbledon (Merton)                                                                       | 3,720                   |
| South Woodford          | Central                                                           | Redbridge            | 4     | 22 agosto 1856* 14 dicembre 1947†                | George Lane (fino al 1937) South Woodford (George Lane) (1937-1950)                            | 3,711                   |
| Southfields             | District                                                          | Wandsworth           | 3     | 3 giugno 1889                                    |                                                                                                | 5,741                   |
| Southgate               | Piccadilly                                                        | Enfield              | 4     | 13 marzo 1933                                    |                                                                                                | 4,805                   |
| Southwark               | Jubilee                                                           | Southwark            | 1     | 24 settembre 1999                                |                                                                                                | 8,521                   |
| St. James's Park        | District[i], Circle                                               | Città di Westminster | 1     | 24 dicembre 1868                                 |                                                                                                | 13,084                  |
| St. John's Wood         | Jubilee[g]                                                        | Città di Westminster | 2     | 20 novembre 1939                                 |                                                                                                | 6,651                   |
| St. Paul's              | Central                                                           | Città di Londra      | 1     | 30 luglio 1900                                   | Post Office (fino al 1937) Newgate Street e General Post Office (proposti prima dell'apertura) | 13,231                  |
| Stamford Brook          | District                                                          | Hammersmith e Fulham | 2     | 1º febbraio 1912                                 |                                                                                                | 2,780                   |
| Stanmore                | Jubilee[e]                                                        | Harrow               | 5     | 10 dicembre 1932                                 |                                                                                                | 2,828                   |
| Star Lane               | Docklands Light Railway (diramazione Stratford)                   | Newham               | 2 e 3 | 31 agosto 2011                                   |                                                                                                | 1,434                   |
| Stepney Green           | District[j], Hammersmith & City                                   | Tower Hamlets        | 2     | 23 giugno 1902                                   |                                                                                                | 4,033                   |
| Stockwell               | Northern, Victoria                                                | Lambeth              | 2     | 18 dicembre 1890                                 |                                                                                                | 7,995                   |
| Stonebridge Park        | Bakerloo                                                          | Brent                | 3     | 15 giugno 1912* 16 aprile 1917†                  |                                                                                                | 2,084                   |
| Stratford               | Central, Docklands Light Railway (diramazione Stratford), Jubilee | Newham               | 3     | 1839* 4 dicembre 1946† 31 agosto 1987‡           |                                                                                                | 25,627                  |
| Stratford High Street   | Docklands Light Railway (diramazione Stratford)                   | Newham               | 2 e 3 | 31 agosto 2011                                   |                                                                                                | 1,144                   |
| Stratford International | Docklands Light Railway (diramazione Stratford)                   | Newham               | 2 e 3 | 31 agosto 2011                                   |                                                                                                | 3,195                   |
| Sudbury Hill            | Piccadilly[h]                                                     | Ealing e Harrow      | 4     | 28 giugno 1903                                   |                                                                                                | 2,212                   |
| Sudbury Town            | Piccadilly[h]                                                     | Brent e Ealing       | 4     | 28 giugno 1903                                   |                                                                                                | 2,294                   |
| Swiss Cottage           | Jubilee[g]                                                        | Camden               | 2     | 20 novembre 1939                                 |                                                                                                | 7,244                   |

### T
| Stazione               | Linea                                      | Borgo                | Zona  | Data apertura                                                                                    | Nome precedente                                                                                 | Passeggeri (in milioni) |
| ---------------------- | ------------------------------------------ | -------------------- | ----- | ------------------------------------------------------------------------------------------------ | ----------------------------------------------------------------------------------------------- | ----------------------- |
| Temple                 | District[i], Circle                        | Città di Westminster | 1     | 30 maggio 1870                                                                                   |                                                                                                 | 7,349                   |
| Theydon Bois           | Central                                    | Epping Forest        | 6     | 24 aprile 1865* 25 settembre 1949†                                                               | Theydon (fino al dicembre 1865)                                                                 | 0,641                   |
| Tooting Bec            | Northern                                   | Wandsworth           | 3     | 13 settembre 1926                                                                                | Trinity Road Trinity Road (Tooting Bec)                                                         | 7,093                   |
| Tooting Broadway       | Northern                                   | Wandsworth           | 3     | 13 settembre 1926                                                                                |                                                                                                 | 13,186                  |
| Tottenham Court Road   | Central, Northern                          | Città di Westminster | 1     | 30 luglio 1900                                                                                   | Oxford Street (1907-1908, solo linea Northern)                                                  | 37,289                  |
| Tottenham Hale         | Victoria                                   | Haringey             | 3     | 15 settembre 1840* 1º settembre 1968†                                                            | Tottenham                                                                                       | 7,700                   |
| Totteridge & Whetstone | Northern                                   | Barnet               | 4     | 1º aprile 1872*, 14 aprile 1940†                                                                 | Whetstone and Totteridge (fino al 1874)                                                         | 1,650                   |
| Tower Gateway          | Docklands Light Railway (diramazione Bank) | Città di Londra      | 1     | 31 agosto 1987                                                                                   |                                                                                                 | sconosciuto             |
| Tower Hill             | District[i], Circle                        | Tower Hamlets        | 1     | 25 settembre 1882 12 ottobre 1884 (spostamento) 5 febbraio 1967 (riapertura stazione originaria) | Trinity Square (proposto prima dell'apertura) Tower of London (1882-1884) Mark Lane (1884-1946) | 19,440                  |
| Tufnell Park           | Northern                                   | Islington            | 2     | 22 giugno 1907                                                                                   |                                                                                                 | 3,243                   |
| Turnham Green          | District, Piccadilly                       | Hounslow             | 2 e 3 | 1º gennaio 1869* 1º giugno 1877†                                                                 |                                                                                                 | 5,900                   |
| Turnpike Lane          | Piccadilly                                 | Haringey             | 3     | 19 settembre 1932                                                                                |                                                                                                 | 9,765                   |

### U
| Stazione         | Linea                           | Borgo              | Zona | Data apertura                               | Nome precedente | Passeggeri (in milioni) |
| ---------------- | ------------------------------- | ------------------ | ---- | ------------------------------------------- | --------------- | ----------------------- |
| Upminster        | District                        | Havering           | 6    | 1º maggio 1885* 2 giugno 1902†              |                 | 4,569                   |
| Upminster Bridge | District                        | Havering           | 6    | 17 dicembre 1934                            |                 | 0,781                   |
| Upney            | District                        | Barking e Dagenham | 4    | 12 settembre 1932                           |                 | 1,861                   |
| Upton Park       | District[j], Hammersmith & City | Newham             | 3    | 1877* 2 giugno 1902†                        |                 | 8,839                   |
| Uxbridge         | Metropolitan, Piccadilly[k]     | Hillingdon         | 6    | 4 luglio 1904 4 dicembre 1938 (spostamento) |                 | 6,485                   |

### V
| Stazione | Linea                         | Borgo                | Zona  | Data apertura                   | Nome precedente | Passeggeri (in milioni) |
| -------- | ----------------------------- | -------------------- | ----- | ------------------------------- | --------------- | ----------------------- |
| Vauxhall | Victoria                      | Lambeth              | 1 e 2 | 11 luglio 1848# 23 luglio 1971† |                 | 18,822                  |
| Victoria | District[i], Circle, Victoria | Città di Westminster | 1     | 1862# 24 dicembre 1868†         |                 | 66,749                  |

### W
| Stazione            | Linea                                                  | Borgo                | Zona  | Data apertura                                  | Nome precedente                                                                               | Passeggeri (in milioni) |
| ------------------- | ------------------------------------------------------ | -------------------- | ----- | ---------------------------------------------- | --------------------------------------------------------------------------------------------- | ----------------------- |
| Walthamstow Central | Victoria                                               | Waltham Forest       | 3     | 26 aprile 1870# 1º settembre 1968†             | Walthamstow (Hoe Street) (fino al 1968)                                                       | 13,743                  |
| Wanstead            | Central                                                | Redbridge            | 4     | 14 dicembre 1947                               |                                                                                               | 2,212                   |
| Wapping             | East London                                            | Tower Hamlets        | 2     | 7 dicembre 1869* 1º ottobre 1884†              | Wapping & Shadwell (fino al 1876)                                                             | 1,561                   |
| Warren Street       | Northern, Victoria                                     | Camden               | 1     | 22 giugno 1907                                 | Euston Road (fino al 1908)                                                                    | 14,174                  |
| Warwick Avenue      | Bakerloo                                               | Città di Westminster | 2     | 31 gennaio 1915                                |                                                                                               | 4,223                   |
| Waterloo            | Waterloo & City, Bakerloo, Northern, Jubilee           | Lambeth              | 1     | 11 luglio 1848# 10 marzo 1906†                 |                                                                                               | 74,844                  |
| Watford             | Metropolitan                                           | Watford              | 7     | 2 novembre 1925                                |                                                                                               | 1,642                   |
| Wembley Centrale    | Bakerloo                                               | Brent                | 4     | 1842* 16 aprile 1917†                          | Sudbury (fino al 1882) Sudbury & Wembley (1882-1910) Wembley for Sudbury (1910-1948)          | 3,168                   |
| Wembley Park        | Metropolitan, Jubilee[f]                               | Brent                | 4     | 12 maggio 1894                                 |                                                                                               | 11,907                  |
| West Acton          | Central                                                | Ealing               | 3     | 5 novembre 1923                                |                                                                                               | 1,561                   |
| West Brompton       | District                                               | Kensington e Chelsea | 2     | 1866# 12 aprile 1869                           |                                                                                               | 3,777                   |
| West Finchley       | Northern                                               | Barnet               | 4     | 1º marzo 1933* 14 aprile 1940†                 |                                                                                               | 1,164                   |
| West Ham            | District[j], Hammersmith & City, Jubilee               | Newham               | 3     | 1901* 2 giugno 1902†                           | West Ham Manor Road (1924-1969)                                                               | 3,169                   |
| West Hampstead      | Jubilee[e]                                             | Camden               | 2     | 30 giugno 1879                                 |                                                                                               | 7,459                   |
| West Harrow         | Metropolitan                                           | Harrow               | 5     | 17 novembre 1913                               |                                                                                               | 1,150                   |
| West India Quay     | Docklands Light Railway (diramazione Lewisham)         | Tower Hamlets        | 2     | 31 agosto 1987                                 |                                                                                               | sconosciuto             |
| West Kensington     | District                                               | Hammersmith e Fulham | 2     | 9 settembre 1874                               | North End (Fulham) (fino al 1877)                                                             | 4,838                   |
| West Ruislip        | Central                                                | Hillingdon           | 6     | 2 aprile 1906* 21 novembre 1948†               | Ruislip & Ickenham (fino al 1947) West Ruislip (for Ickenham) (fino agli anni sessanta circa) | 1,253                   |
| West Silvertown     | Docklands Light Railway (diramazione Woolwich Arsenal) | Newham               | 3     | 2 dicembre 2005                                |                                                                                               | sconosciuto             |
| Westbourne Park     | Hammersmith & City[d]                                  | Città di Westminster | 2     | 1º febbraio 1866 31 ottobre 1871 (spostamento) |                                                                                               | 2,873                   |
| Westferry           | Docklands Light Railway (diramazione Bank)             | Tower Hamlets        | 2     | 31 agosto 1987                                 |                                                                                               | sconosciuto             |
| Westminster         | District[i], Circle, Jubilee                           | Città di Westminster | 1     | 24 dicembre 1868                               | Westminster Bridge (fino al 1907)                                                             | 18,363                  |
| White City          | Central                                                | Hammersmith e Fulham | 2     | 23 novembre 1947                               |                                                                                               | 7,435                   |
| Whitechapel         | District[j], East London, Hammersmith & City           | Tower Hamlets        | 2     | 10 aprile 1876* 1º ottobre 1884†               | Whitechapel (Mile End) (fino al 1901)                                                         | 12,427                  |
| Willesden Green     | Jubilee[e]                                             | Brent                | 2 e 3 | 24 novembre 1879                               |                                                                                               | 8,516                   |
| Willesden Junction  | Bakerloo                                               | Brent                | 3     | 1866* 10 maggio 1915†                          |                                                                                               | 3,428                   |
| Wimbledon           | District                                               | Merton               | 3     | 21 maggio 1838# 3 giugno 1889†                 |                                                                                               | 14,761                  |
| Wimbledon Park      | District                                               | Merton               | 3     | 3 giugno 1889                                  |                                                                                               | 2,074                   |
| Wood Lane           | Hammersmith & City                                     | Hammersmith e Fulham | 2     | 12 ottobre 2008                                |                                                                                               | sconosciuto             |
| Wood Green          | Piccadilly                                             | Haringey             | 3     | 19 settembre 1932                              |                                                                                               | 10,968                  |
| Woodford            | Central                                                | Redbridge            | 4     | 22 agosto 1856* 14 dicembre 1947†              |                                                                                               | 4,247                   |
| Woodside Park       | Northern                                               | Barnet               | 4     | 1º aprile 1872* 12 aprile 1940†                | Torrington ParkWoodside (fino al 1882)                                                        | 2,203                   |
| Woolwich Arsenal    | Docklands Light Railway (diramazione Woolwich Arsenal) | Greenwich            | 4     | 1º novembre 1849# 10 gennaio 2009‡             |                                                                                               | sconosciuto             |